# Finsbury (Engeland)
Finsbury is een wijk in het Londense bestuurlijke gebied Islington, in de regio Groot-Londen.

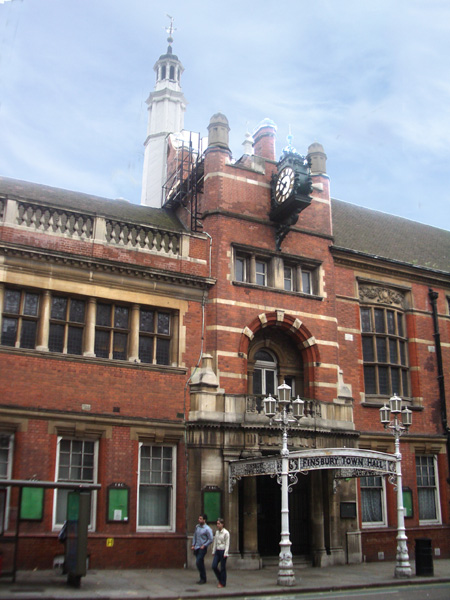
Stadhuis